# José Carlos Brandão Cabral

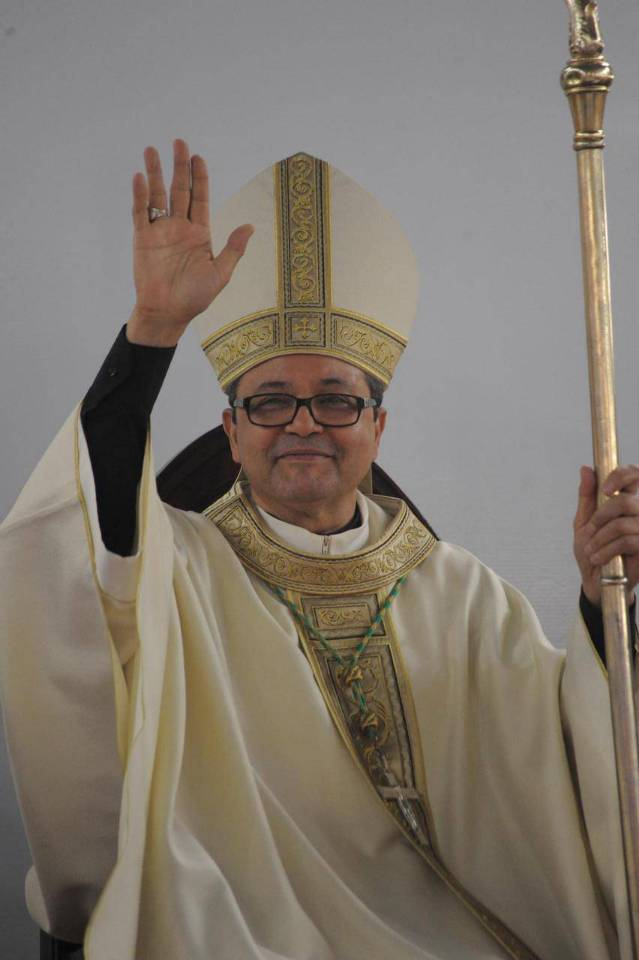
José Carlos Brandão Cabral, 2023

Bischofswappen von José Carlos Brandão Cabral.

José Carlos Brandão Cabral (* 30. Mai 1963 in Tupã, Bundesstaat São Paulo) ist ein brasilianischer Geistlicher und emeritierter römisch-katholischer Bischof von São João da Boa Vista.

## Leben
José Carlos Brandão Cabral studierte Philosophie am Priesterseminar São Fidélis der Kapuziner in Piracicaba und Katholische Theologie an der Pontifícia Universidade Católica de Campinas. Ferner absolvierte er einen Kurs am Institut für Kanonisches Recht des Erzbistums São Sebastião do Rio de Janeiro. Am 12. März 1993 empfing er das Sakrament der Priesterweihe für das Bistum Limeira.
Ab 1993 war José Carlos Brandão Cabral Pfarrer der Pfarrei Menino Jesus in Limeira. Daneben wirkte er von 1999 bis 2004 als Kaplan der Casa de Misericórdia und von 1995 bis 2004 als Spiritual am Priesterseminar São João Maria Vianney. Von 2003 bis 2005 war José Carlos Brandão Cabral zusätzlich Bischofsvikar. Ab 2005 war er zudem als Richter am interdiözesanen Kirchengericht der Kirchenprovinz Campinas tätig und ab 2008 als Kanzler der Kurie.
Papst Franziskus ernannte ihn am 19. Juni 2013 zum Bischof von Almenara. Der Bischof von Limeira, Vilson Dias de Oliveira DC, spendete ihm am 15. September desselben Jahres im Heiligtum Santo Antônio de Pádua in Americana die Bischofsweihe; Mitkonsekratoren waren sein Vorgänger als Bischof von Almenara, Hugo María van Steekelenburg OFM, und der Bischof von Osasco, Ercílio Turco. Vom 25. März 2020 bis 6. Februar 2021 war José Carlos Brandão Cabral zudem Apostolischer Administrator von Araçuaí.
Am 3. August 2022 ernannte ihn Papst Franziskus zum Bischof von São João da Boa Vista. Die Amtseinführung erfolgte am 6. November desselben Jahres. Bereits ein gutes Jahr später, am 7. Dezember 2023, nahm Papst Franziskus seinen Rücktritt vom Amt des Bischofs von São João da Boa Vista an.